# Color Kid
Color Kid (Ulu Vakk del pianeta Lupra) è un supereroe DC Comics, ed un membro della Legione degli Eroi Sostituti del XXX secolo.

## Biografia del personaggio

### Continuità originale
Ulu Vakk stava assistendo uno scienziato quando un raggio di luce multi-colore da un'altra dimensione lo colpì, cosa che gli fornì la sua singolare abilità. Tentò di entrare nella Legione dei Super-Eroi ma fu respinto, e successivamente entrò nella Legione degli Eroi Sostituti, un gruppo formato da probabili Legionari mai accettati nella squadra.
Cambiò il colore di una nuvola di kryptonite intorno alla Terra da verde (mortale per i membri correnti dell'epoca della Legione Superboy e Supergirl) a blu (in grado di ferire solo le creature come Bizzarro).
Da adulto, fu noto come Color King, e infine divenne un membro della Legione quando si fuse con la Legione degli Eroi Sostituti.
Nell'auto conclusivo del 1985 Legion of Super Heroes, fu temporaneamente noto come Color Queen, dopo essere stato esposto ai Germi Cambia Sesso Granderiani di Infectuous Lass.

### Post-Ora Zero
Color Kid non fu più ufficialmente visto fin dal rinnovamento, anche se si poté notare una persona con un costume multi colore simile al suo in una pagina splash. Un altro personaggio molto simile si vide in Legion n. 25 in un gruppo reclutato dalla Legione insieme ad altri personaggi somiglianti ai membri della Legione degli Eroi Sostituti pre-Crisi.

### Post-Crisi Infinita
Nella storia "Superman e la Legione dei Super-Eroi", fu menzionato che Color Kid fu accecato da Earth Man in una guerra contro la Legione.

## Poteri e abilità
Color Kid possiede l'abilità di cambiare il colore degli oggetti con la volontà. I limiti esatti dei suoi poteri sono sconosciuti così come il tempo di permanenza degli effetti. Lo si vide cambiare il colore del cielo e della terra, temporaneamente confondendo i nemici in volo. Dimostrò anche sufficiente potere da trasformare il colore di un frammento di kryptonite che circondava la Terra del XXX secolo, permettendo agli esiliati Superboy e Supergirl di fare ritorno al pianeta per il resto del loro periodo come membri della Legione.
Color Kid poteva anche proiettare raggi di colore nero, accecando i nemici in modo simile a quello di Shadow Lass. Color Kid continuò a sviluppare e raffinare le sue abilità nel corso della sua carriera, imparando infine a mascherare sé stesso o gli altri attraverso un effetto camouflage e confondendo così i suoi avversari cambiando diversi colori tutti in una volta.

## In altri media
Color Kid comparve nella serie animata Legion of Super Heroes. Fu descritto come sociale ed amichevole, e a volte fiammeggiante, ma non sempre conscio del suo potere, in particolare tentando di arrestare un attacco imminente cambiandone i colori - ad un certo punto mascherando sé e i suoi compagni, e in un altro momento domandandosi se avrebbe mai potuto impressionare la Legione se avesse utilizzato una diversa tonalità di verde.